# 国道8号白根道路改良

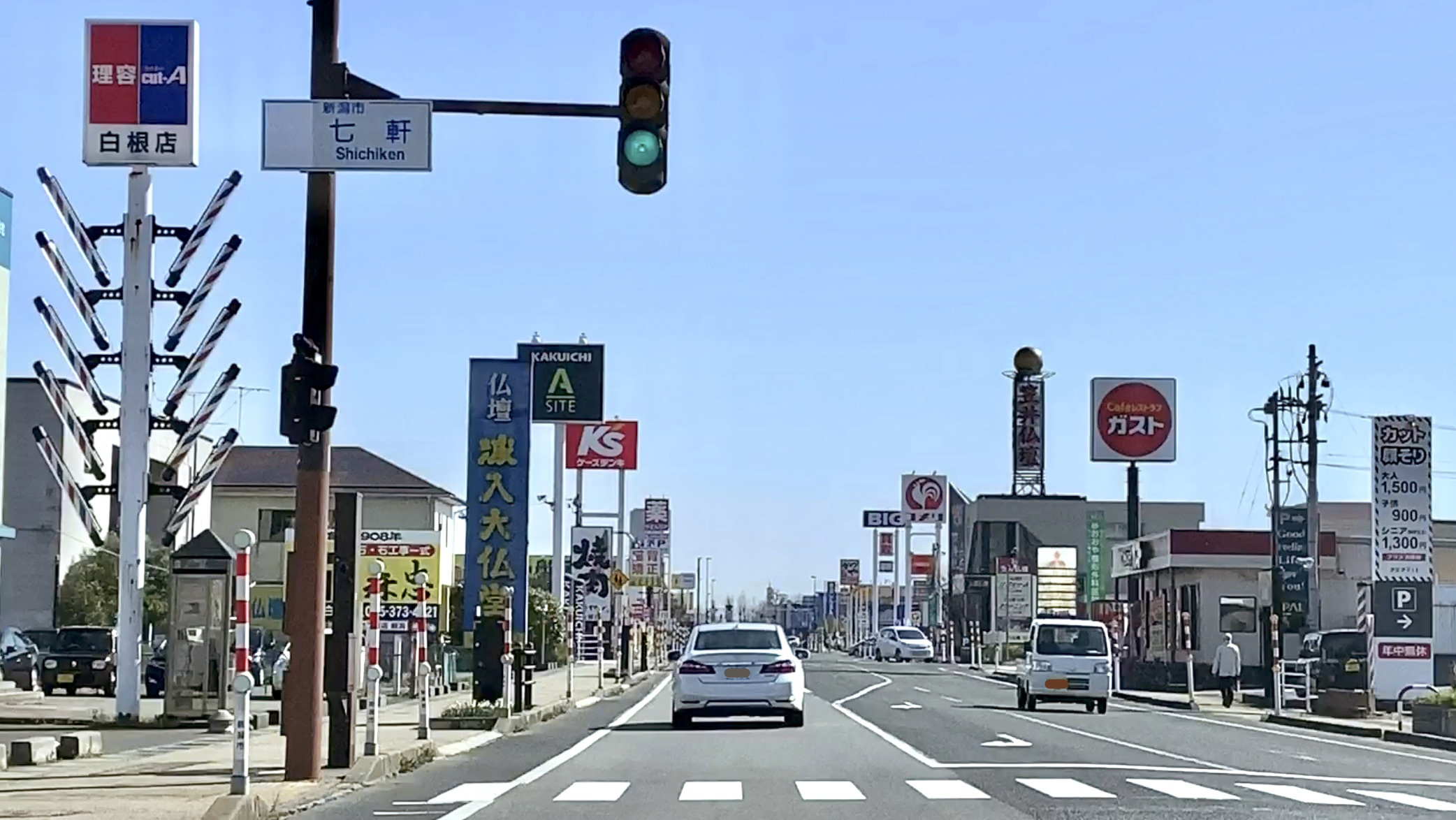
1960年代に開通した区間。2019年の白根バイパス開通以後は国道8号の指定から外れた（2020年3月）

国道8号 白根道路改良（こくどうはちごう しろねどうろかいりょう）は、1960年代に行われた、当時の新潟県西蒲原郡黒埼村大字大野（現新潟市西区大野町）から白根市大字白根（現新潟市南区白根）を経由して三条市代官島に至る国道8号（国道17号重複区間、一部区間は新潟県道46号新潟中央環状線、新潟県道55号新潟五泉間瀬線とも重複）の整備事業:591。

## 概要

### 開通まで
本事業着手前の国道8号（国道17号重複）は中ノ口川の堤防上や白根市街を経由する経路が設定されており、非常に狭隘であった。そうしたなか、東京・新潟間を70 km/hで約5 - 6時間で結ぶ舗装道路の建設が構想され、白根市（当時）付近の区間では1961年（昭和36年）より新道の整備が開始された。新国道と呼ばれたこの道路は1964年（昭和39年）開催の第19回国民体育大会（新潟国体）までに開通し、経路は当時の白根市内だけで3.2 km短縮された。

### 全線開通後
新国道の開通以降、沿線では開発が進んだが、2車線であることに加え、交差点が短い間隔で設けられており、交通量の増加もあいまって、特に白根北部の住宅地である大通から上塩俵にかけてと、白根中心部の保坂から戸頭にかけての2区間においては渋滞や速度低下が慢性的に発生するようになった。この対策として、道路幅を拡張して1車線あたりの車線幅を拡幅し、歩道を増強する工事が（車線数は2車線を維持。当初は4車線化で都市計画決定されていたが未着工）行われたが、特に白根市街近傍の区間についてはバイパス道路「白根バイパス」の整備が行われた（国道8号の整備事業名に「白根バイパス」を使用するのはこれが初めて。整備内容の詳細は同項参照）。
大通付近では路側放送が放送されている。なお、設備の老朽化などのため2007年（平成19年）7月1日付で一旦休止され、同年11月下旬から設備更新工事が行われ、2008年（平成20年）4月1日に再開された（但し放送そのものは2007年（平成19年）10月より再開）。また、2006年（平成18年）3月までは2時間ごとの更新であったが、同年4月より10分ごとの更新となっている。
中ノ口川に架かる大野大橋は2車線しかなく老朽化していたことから、2005年（平成17年）に4車線の鋼橋に架け替えられた。
- 起点：新潟県新潟市西区大野町（大野町交差点）
- 終点：新潟県三条市代官島（代官島（東）交差点）
- 車線数
  - 4車線：新潟市西区大野町 - 南区下塩俵
  - 2車線：上記を除く区間

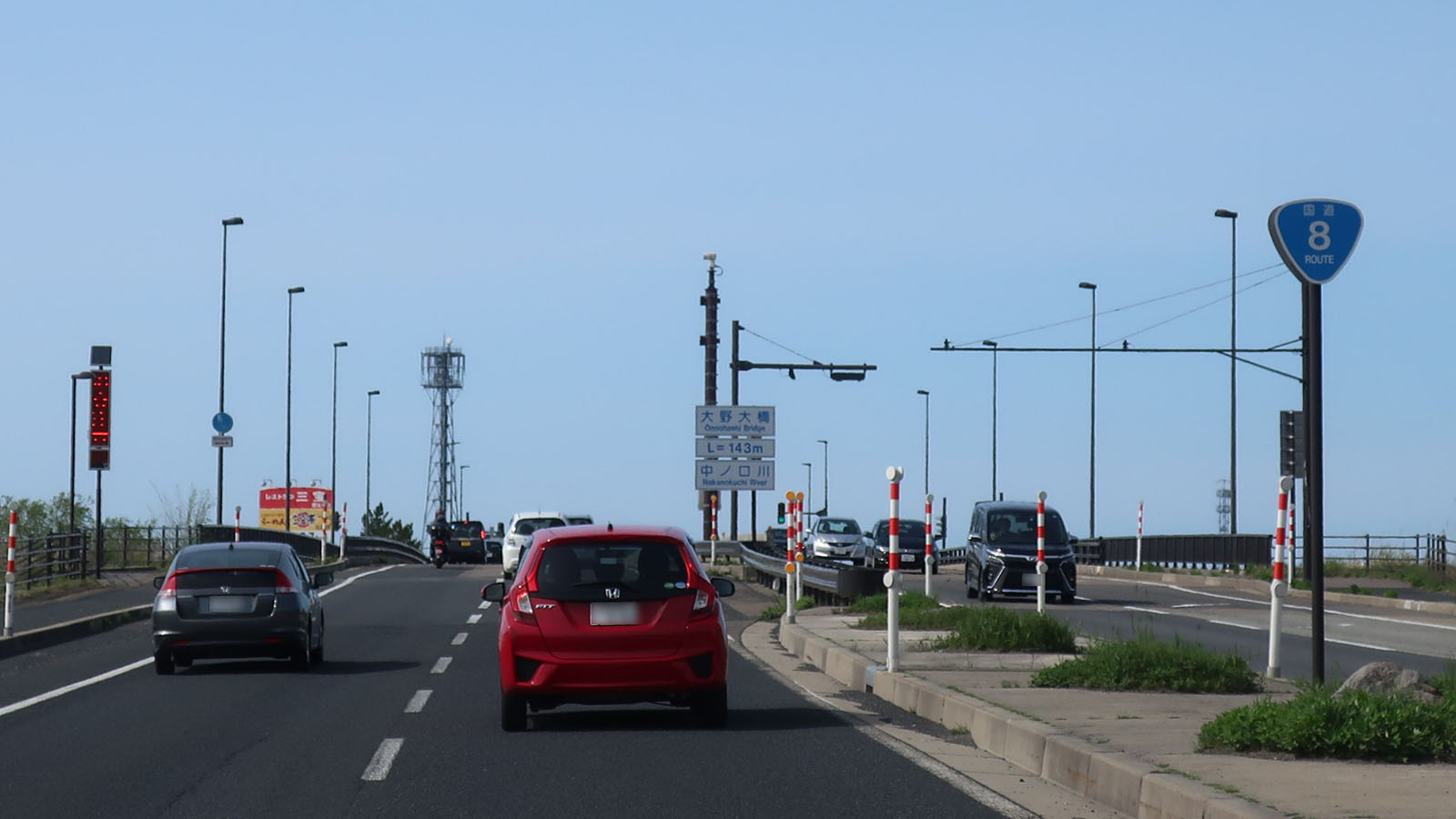
大野大橋付近

## 沿革
- 1963年（昭和38年）：旧・大野大橋開通（2車線）
- 1964年（昭和39年）1月16日：大野 - 白根間開通（未舗装）[7]:1004[8]。
- 1964年（昭和39年）5月20日：白根交差点に旧白根市初の信号機設置（建設費52万円。交通量は国道3,077台、県道2,983台、5月12日調査）[9]。
- 1964年（昭和39年）9月19日：新潟 - 三条間道路改良完成。
- 2005年（平成17年）9月30日：大野大橋開通（4車線）
- 2019年（平成31年）4月1日：白根バイパス開通に伴い保坂交差点 - 戸頭（中）交差点（4.7 km）が、市道戸頭保坂線として新潟市に移管[10]。

## 接続する道路の位置関係
（京都、東京方面）三条バイパス - 白根道路改良 - 白根バイパス - 白根道路改良 - 大野道路改良（新潟方面）